# 도요타촌 (히로시마현)
도요타촌(豊田村)은 일본 히로시마현 도요타군에 설치되었던 촌이다. 현재의 히가시히로시마시, 미하라시의 일부에 해당한다.